# Stergusa incerta
Stergusa incerta är en spindelart som beskrevs av Prószynski, Deeleman-Reinhold 20. Stergusa incerta ingår i släktet Stergusa och familjen hoppspindlar. Inga underarter finns listade i Catalogue of Life.